# Harthill (South Yorkshire)
Harthill è un paese di 1 600 abitanti della contea del South Yorkshire, in Inghilterra.